# 巴黎下水道

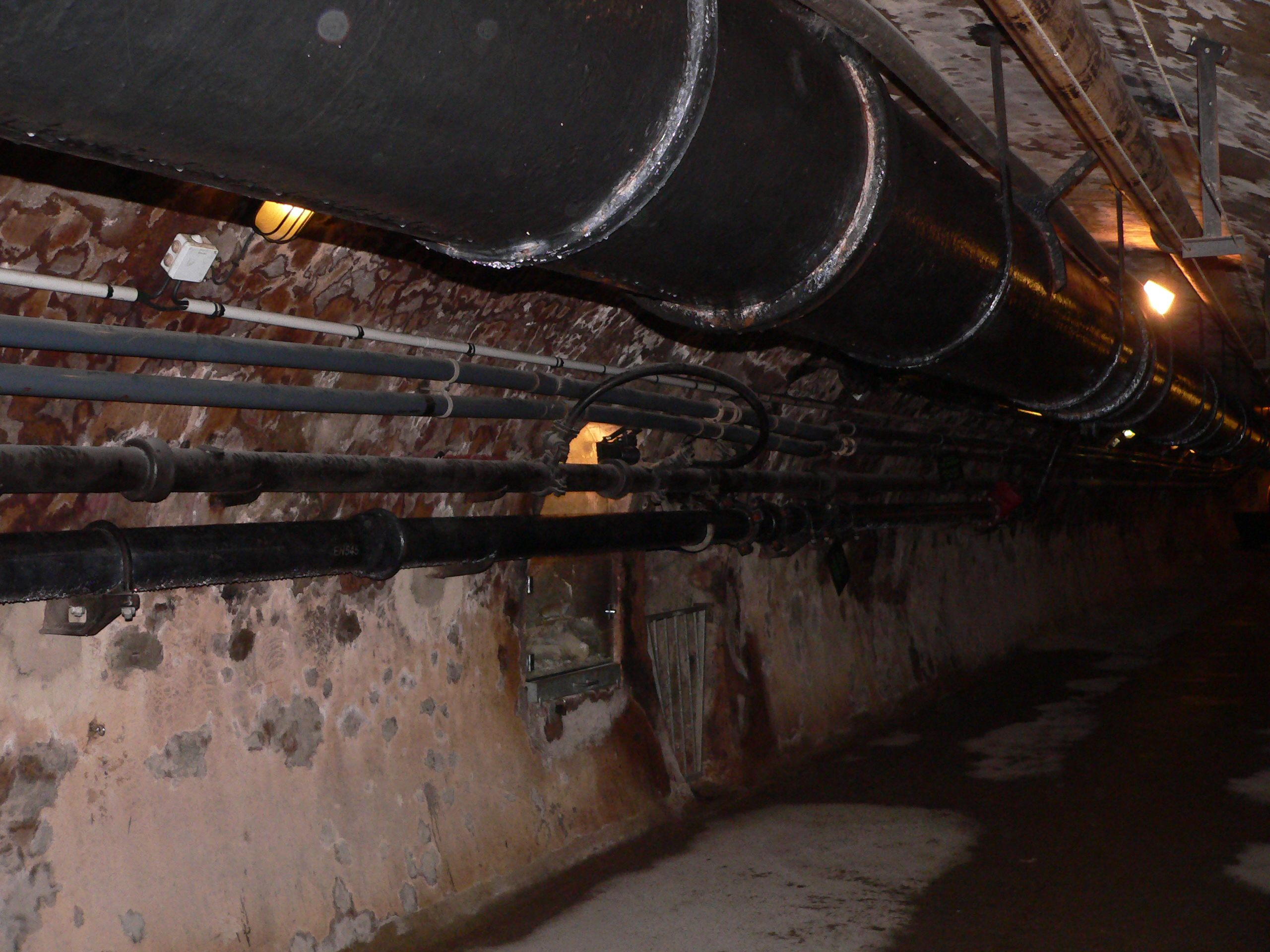
巴黎下水道系统

巴黎下水道系统 (fr. égouts, en. Paris sewers）是法国污废水排放的污水处理系统。
其历史可以追溯至1370年，第一個下水道系統建於現今的rue Montmartre下。自此以後，巴黎政府持續擴建下水道系統，以涵蓋所有巴黎的市民。
长达2,400公里的巴黎污水处理下水道网络以其18,000个窨井而闻名。它也是一个灌溉和排水系统，因为它容纳了饮用水和工业用水的管道。此外，还用于街道清洁。它每年输送超过 10 亿立方米的污水和雨水，由大约1,000名下水道工人负责维护。
每年大约有40,000名游客通过参观巴黎下水道系统，深入了解了法国首都污水处理系统和供水的历史发展。

## 歷史
巴黎的第一条下水道建于 1350 年左右，是第一条吸收地表水并将其引入河流的下水道。
到中世紀，巴黎的飲用水直接取自於塞納河，廢水則直接傾倒在空地或者街道上，任其滲流回塞納河。

## 從貝爾格朗到現今
貝爾格朗的繼任者持續擴充巴黎的下水道網：從1914到1977年，法国总计建設了超過1000公里的下水道。

## 文學作品中的巴黎下水道
在雨果的悲慘世界中，故事的主人翁利用巴黎下水道逃脫戰場。